# Monica Ungureanu
Monica Elena Ungureanu (n. 9 ianuarie 1988, Craiova) este o judoka română legitimată la CS Dinamo, laureată cu bronz la Campionatul European din 2016 de la Kazan.
S-a apucat de judo la vârsta de 11 ani la CSM Craiova sub îndrumarea lui Mihai Voinea. S-a mutat în 2003 la CSM Club, apoi la CS Dinamo. Începând cu 2006 s-a alăturat lotului olimpic. În 2014 a câștigat Grand Prix-ul de la Zagreb și cel de la Qingdao. În anul următor a câștigat Grand Slam-ul de la Baku și s-a clasat pe locul 7 la Campionatul Mondial. 

## Legături externe
- Monica Ungureanu Arhivat în 15 septembrie 2016, la Wayback Machine. la Comitetul Olimpic și Sportiv Român
- Prezentare la CS Dinamo